# Red Ciclista de Pamplona
La Red Ciclista de Pamplona (Iruñeko Bidegorrien Sarea en euskera) es una red de itinerarios ciclistas especialmente adaptados que discurren por Cuenca de Pamplona, conectando así los distintos núcleos de población del Área metropolitana de Pamplona.
Posee varios recorridos que conectan los distintos barrios de Pamplona, así como los distintos municipios de la corona metropolitana.
La Mancomunidad de la Comarca de Pamplona, en el Plan de Movilidad Urbana Sostenible, recoge un plan para dotar a la comarca de más carriles bici, así como crear una Red de Itinerarios Ciclistas Metropolitanos.

## Historia

### Antecedentes
Antes de 2005, la ciudad de Pamplona contaba con un total de 41 kilómetros de vías dedicadas a las bicicletas. Estaban repartidos de la siguiente manera:
| Corredor                | Inicio                                               | Recorrido                                                     | Fin                                                  | Longitud |
| ----------------------- | ---------------------------------------------------- | ------------------------------------------------------------- | ---------------------------------------------------- | -------- |
| Parque fluvial del Arga | Magdalena                                            | Chantrea · Rochapea · San Jorge · Landaben · UNAV · Milagrosa | Lezcairu                                             | 20 km    |
| Lezcairu                | Lezcairu (carriles bici de las calles del barrio)    | Lezcairu (carriles bici de las calles del barrio)             | Lezcairu (carriles bici de las calles del barrio)    | 5,3 km   |
| Ezcaba                  | Ezcaba (carriles bici de las calles del barrio)      | Ezcaba (carriles bici de las calles del barrio)               | Ezcaba (carriles bici de las calles del barrio)      | ?        |
| Buztintxuri             | Buztintxuri (carriles bici de las calles del barrio) | Buztintxuri (carriles bici de las calles del barrio)          | Buztintxuri (carriles bici de las calles del barrio) | ?        |

Además, las siguientes calles contaban con carril bici:
- Gaztelugibel/Vuelta del Castillo (Iturrama)
- Fuente del Hierro (Iturrama)
- Carretera de la Universidad (Universidad de Navarra)

En lo que responde al transporte privado, la ciudad contaba con "una alta motorización", lo que se traduce en un elevado tráfico y dificultades para estacionar en la vía pública.

### Pacto de Movilidad Sostenible dePamplona
En 2005, el Ayuntamiento de Pamplona aprobó un documento que serviría de referencia para conseguir un desarrollo sostenible de la ciudad. Uno de sus objetivos prioritarios fue el de priorizar al peatón y al ciclista frente al coche. Asimismo, se presentó un plan director con los pasos a seguir en los siguientes años. En él, se estableció una jerarquía de prioridad y promoción de medios de transporte, que es la siguiente:
1. Peatón
2. Transporte público
3. Bicicleta
4. Motocicleta
5. Automóvil

Entre los objetivos de este pacto, se encontraban favorecer el uso del transporte público, disminuir el uso del vehículo privado, favorecer la bicicleta como transporte alternativo o disminuir los niveles de contaminación atmosférica y acústica.
En cuanto a las actuaciones que respectan a la bicicleta como medio alternativo, constan las siguientes proposiciones:
- Creación de infraestructuras para el tráfico de bicicletas (carriles bici, aparcamientos de bicicletas, conexión de carriles bici con itinerarios periurbanos, zonas de velocidad reducida donde coexistan coches y ciclistas, limitar las aceras bici, reduciendo el espacio a la circulación privada como alternativa, etc.)
- Creación de servicios complementarios (red de alquiler de bicicletas y transporte de bicicletas en el transporte público y en los ascensores públicos)

### Plan de ciclabilidad de 2009
En 2009, en consonancia con el Pacto de Movilidad Sostenible, se anunció la creación de una red de "carriles-bici" que conectarían todos los barrios de la capital navarra. El plan, muy ambicioso para entonces, preveía conectar en un máximo de 6 años, es decir, antes de 2016, todos los barrios, creando 103 kilómetros de vías especialmente dedicadas para los ciclistas, de forma que "les permitirán moverse por Pamplona en bicicleta de forma cómoda y segura".
Estructurado en dos fases, contemplaba que, hasta el año 2010, se conectasen los diferentes barrios de la ciudad entre sí. Entre 2011 y 2013, sería el turno de las conexiones internas de cada barrio. La intención del consistorio era crear "una gran red ciclable en Pamplona que ofrecerá una imagen atractiva de la bicicleta como medio de transporte para los desplazamientos por la ciudad".

#### Fase I (2008-2010)
Esta fase comenzó con la construcción de las vías que "resulten de utilidad para un mayor número de usuarios". Por ello, se plantearon cuatro corredores principales cuyo objetivo sería de unir tramos de vías ciclables ya existentes pero aisladas. Estas fueron las actuaciones proyectadas:
| Corredor                                                | Tramo                      | Inicio                          | Recorrido                                             | Fin                                 | Longitud |
| ------------------------------------------------------- | -------------------------- | ------------------------------- | ----------------------------------------------------- | ----------------------------------- | -------- |
| Ipar Konexioa/ Conexión Norte                           | Sanduzelai - Txantrea      | Sanduzelai Sanduzelai Etorbidea | Sandua · Marcelo Celayeta Kanala Kalea / Padre Adoain | Txantrea Ezkaba / Arantzadi         | 3 674 m  |
| Ipar Konexioa/ Conexión Norte                           | Arrotxapea - Antsoain      | Arrotxapea Bernardino Tirapu    | Rodrigo Ximenez Kalea Julio Caro Baroja Plaza         | Antsoain Noain Anaien               | 991 m    |
| Ipar Konexioa/ Conexión Norte                           | Sanduzelai - Buztintxuri   | Sanduzelai Sandua Pasealekua    | paso subterráneo (FC Castejón-Altsasu)                | Buztintxuri Santa Lucia             | 577 m    |
| Ipar Konexioa/ Conexión Norte                           | Biurdana - Arrotxapea      | Donibane Orkoien Kalea          | Vía Verde del Plazaola Parque Fluvial del Arga        | Arrotxapea Bernardino Tirapu        | 893 m    |
| Ipar Konexioa/ Conexión Norte                           | Arrotxapea - Casco Antiguo | Arrotxapea Bernardino Tirapu    | Puente de Curtidores Ascensor de Descalzos            | Casco Antiguo Descalzos             | 369 m    |
| Donejakue Bidearen Konexioa/Conexión Camino de Santiago | Iturrama - Magdalena       | Iturrama Pio XIIaren Etorbidea  | Basotxoa/Bosquecillo · Casco Antiguo · Vergel         | Magdalena Zubia/Puente              | 2 253 m  |
| Donejakue Bidearen Konexioa/Conexión Camino de Santiago | Magdalena - Burlata        | Magdalena Zubia/Puente          | Camino Caparroso Bidea · Camino Burlata Bidea         | Burlata Bizkarmendia                | 1 406 m  |
| Hegoa Konexioa/ Conexión Sur                            | Arrosadia - Lezkairu       | Arrosadia Blas de Laserna       | Deiumendi/Monjardin · Carretera Sarriguren            | Lezkairu Badoztaine Errepidea       | 1 686 m  |
| Hegoa Konexioa/ Conexión Sur                            | II Ensanche - Arrosadia    | II Ensanche Askatasun Plaza     | Mutiloagoiti Kalea · Taxoare Kalea                    | Arrosadia Sadar Kalea               | 1 036 m  |
| Hegoa Konexioa/ Conexión Sur                            | II Ensanche - Lezkairu     | II Ensanche Media Luna Parkea   | Bexe Nafarroa/Baja Navarra · Eguesibar/Valle de Egues | Lezkairu Badoztaine Errepidea       | 504 m    |
| Hegoa Konexioa/ Conexión Sur                            | II Ensanche - Azpilagaña   | II Ensanche Plaza de los Fueros | Abejeras Kalea · Iturrama Kalea                       | Azpilagaña Buenavenura Iñiguez      | 818 m    |
| Hegoa Konexioa/ Conexión Sur                            | Iturrama - Azpilagaña      | Iturrama Ezkirotz Kalea         | Azpilagañako Ingurubidea/ Ronda de Azpilagaña         | Azpilagaña Orfeón Pamplonés         | 744 m    |
| Hegoa Konexioa/ Conexión Sur                            | Iturrama - Universidad     | Iturrama Fuente del Hierro      | Unibertsitateko Errepidea/ Carretera Universidad      | Universidad de Navarra Otsandazubia | 646 m    |
| Mendebaldea Konexioa/ Conexión Oeste                    | Iturrama - Ermitagaña      | Iturrama Pio XIIaren Etorbidea  | Avenida Barañain · Avenida Sancho el Fuerte           | Ermitagaña Vaguada de San Juan      | 1 536 m  |
| Mendebaldea Konexioa/ Conexión Oeste                    | Ermitagaña - Casco Antiguo | Ermitagaña Vaguada de San Juan  | Monasterio de Iratxe Taconera · Paseo de Ronda        | Casco Antiguo Cuesta Santo Domingo  | 2 293 m  |
| Mendebaldea Konexioa/ Conexión Oeste                    | Ermitagaña - Azpilagaña    | Ermitagaña Vaguada de San Juan  | Arcadio Mª Larraona · Sancho el Sabio · Av. Navarra   | Azpilagaña Buenavenura Iñiguez      | 2 672 m  |
| Mendebaldea Konexioa/ Conexión Oeste                    | Ermitagaña - Barañain      | Ermitagaña Avenida Navarra      | Avenida Barañain · Avenida Pamplona                   | Barañáin Avenida Pamplona           | 834 m    |

#### Fase II (2011-2013)
Después de haber vertebrado la ciudad mediante la construcción de carriles bici, el plan preveía la vertebración interior de los barrios, para recorridos internos. Estas fueron las actuaciones proyectadas:
| Corredor    | Tramo              | Inicio      | Recorrido                            | Fin       | Longitud |
| ----------- | ------------------ | ----------- | ------------------------------------ | --------- | -------- |
| Txantrea    | San Kristobal      | Ezkaba      | Alfonso Beorlegui · San Kristobal    | Magdalena | 1 514 m  |
| Txantrea    | Ezkaba             | Ezkaba      | Ezkaba Kalea · Mugazuri Kalea        | Magdalena | 1 976 m  |
| Txantrea    | Maria Auxiliadora  | Arantzadi   | Maria Auxiliadora · Oibar/Aibar      | Mugazuri  | 1 228 m  |
| Mendillorri | Badoztaine         | Badoztaine  | Carretera Badoztaine Errepidea       | Egulbati  | 1 639 m  |
| Mendillorri | Mendillorri-Arriba | Ustarrotz   | Ustarrotz · Las Aguas · Erantsus     | Olatz     | 1 822 m  |
| Mendillorri | Mendillorri-Abajo  | Badoztaine  | Martin Zalba · Etxalatz · Elia       | Elia      | 1 248 m  |
| Lezkairu    | Katalunia          | UPNA        | Katalunia Kalea/Calle Cataluña       | Eguesibar | 1 636 m  |
| Lezkairu    | Eguesibar          | Badoztaine  | Eguesibar Kalea/Calle Valle de Egues | Mugartea  | 2 637 m  |
| Ensanche    | Erriberri          | Plaza Toros | Erriberri/Olite · Agoitz/Aoiz        | Monjardin | 1 528 m  |
| Ensanche    | Zangoza            | Biana/Viana | Zangoza Kalea/Calle Sangüesa         | Abejeras  | 1 389 m  |
| Arrosadia   | Arrosadia          | UPNA        | calles interiores de Arrosadia       | Abejeras  | 3 139 m  |
| Iturrama    | Iturrama           | Fueros      | Sancho el Fuerte · Avenida Barañain  | Yamaguchi | 2 662 m  |
| Ermitagaña  | Hospitales         | Yamaguchi   | Azella · Avenida Barañain · Errioxa  | Navarra   | 1 635 m  |

## Ordenanza municipal de movilidad de la ciudad dePamplona
En 2019 el Ayuntamiento de Pamplona aprobó una nueva Ordenanza de Movilidad, ya en vigor, que contempla importantes cambios en las calles de la ciudad.
En el capítulo V, titulado de la Circulación y uso de bicicletas, la ley dictamina que las vías por las que está permitida la circulación de bicicletas y, en consecuencia, por donde debe discurrir la Red Ciclista de Pamplona son los siguientes:
- Calzadas
- Vías ciclistas (carril bici, si se encuentra en la calzada o acera bici, si se encuentra en la acera)
- Calles residenciales
- Parques y paseos
- Sendas ciclables
- Parque Fluvial del Arga

Como recoge la ley, las bicicletas tienen prohibido el tránsito por las aceras, a excepción de las aceras bici. 
Los ciclistas, además, deberán utilizar obligatoriamente el casco y, en casos de baja visibilidad, como a la noche, llevar chaleco reflectante y luz.

## Alquiler de bicicletas
En diciembre de 2021, el Ayuntamiento de Pamplona introdujo un servicio de alquiler de bicicletas eléctricas. Cuenta con 42 bases repartidas por todos los barrios de Pamplona y permite a los usuarios circular entre sus bases favoritas. Se puede utilizar las 24 horas del día, todos los días del año, excepto en las fiestas de San Fermín. Todas las bicicletas son eléctricas y cuentan con asistencia al pedaleo. Utilizan energía 100% renovable certificada para la recarga de bicicletas. Existen a disposición de los ciudadanos un total de 400 bicicletas. El sistema cuenta con 42 bases de retirada y depósito de bicicletas en las que, cuando no se utilicen, se cargan las baterías. Estas 42 bases disponen de un total de 824 anclajes para depositar sus bicicletas.

## Corredores sostenibles
El Ayuntamiento de Pamplona en los últimos años ha diseñado una red de corredores sostenibles para garantizar la continuidad de los itinerarios ciclistas en la ciudad. Actualmente hay uno en servicio y dos más en obras:
| Corredor        | Inicio          | Fin       | Inauguración | Longitud |
| --------------- | --------------- | --------- | ------------ | -------- |
| Pio XII         | Primer Ensanche | Iturrama  | 2019         | 3,4 km   |
| Txantrea-Labrit | Primer Ensanche | Chantrea  | en obras     | -        |
| Sanduzelai      | San Juan        | San Jorge | en obras     | -        |

## Nota
1. ↑  La lista de las vías ciclistas ya construidas hasta la fecha se encuentra aquí